# Fårön (Piteå)
Fårön bestond oorspronkelijk uit twee Zweeds eilanden behorend tot de Pite-archipel. Door de postglaciale opheffing zijn Nörd-Fåron en Sör-Fårön in de loop der eeuwen aan elkaar gegroeid en zijn nu verbonden met een steeds bredere wordende landengte. Over de landengte loopt ook de weg die voert naar Stömsborg het enige dorp op de eilanden. Over de eilanden verspreid liggen een aantal zomerhuisjes. Naast een wegennet heeft het eiland dan ook diverse landwegen. De eilanden worden met het Zweedse vasteland verbonden door een brug over de Fårösont, aan de overzijde waarvan Djupviken ligt, een woonwijk van Piteå. 